# Jerzy Pichelski

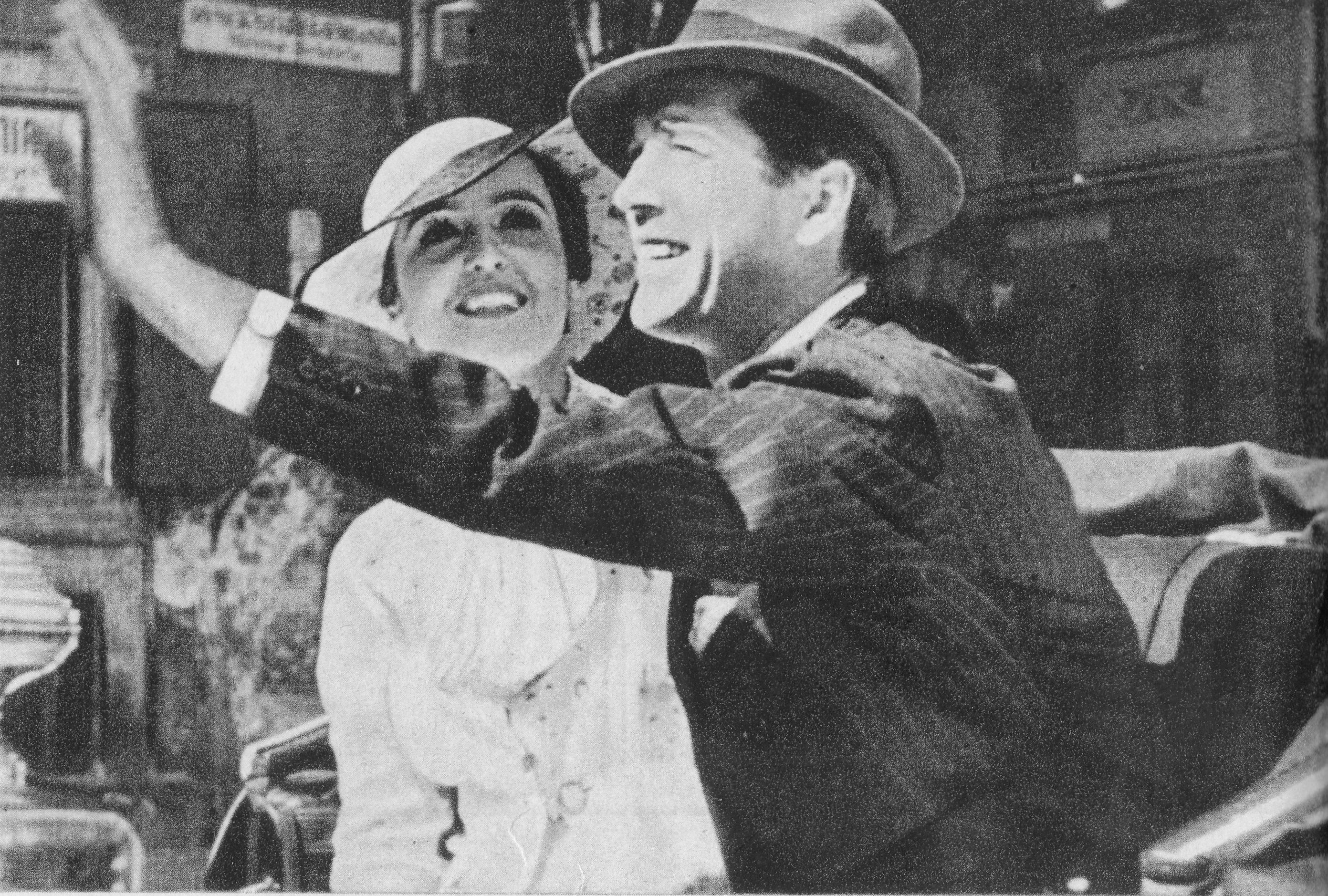
Z Jadwigą Smosarską na Rynku Starego Miasta w Warszawie

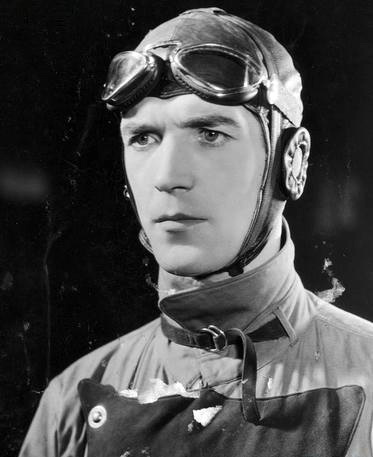
Pichelski w filmie Szpieg w masce (1933)

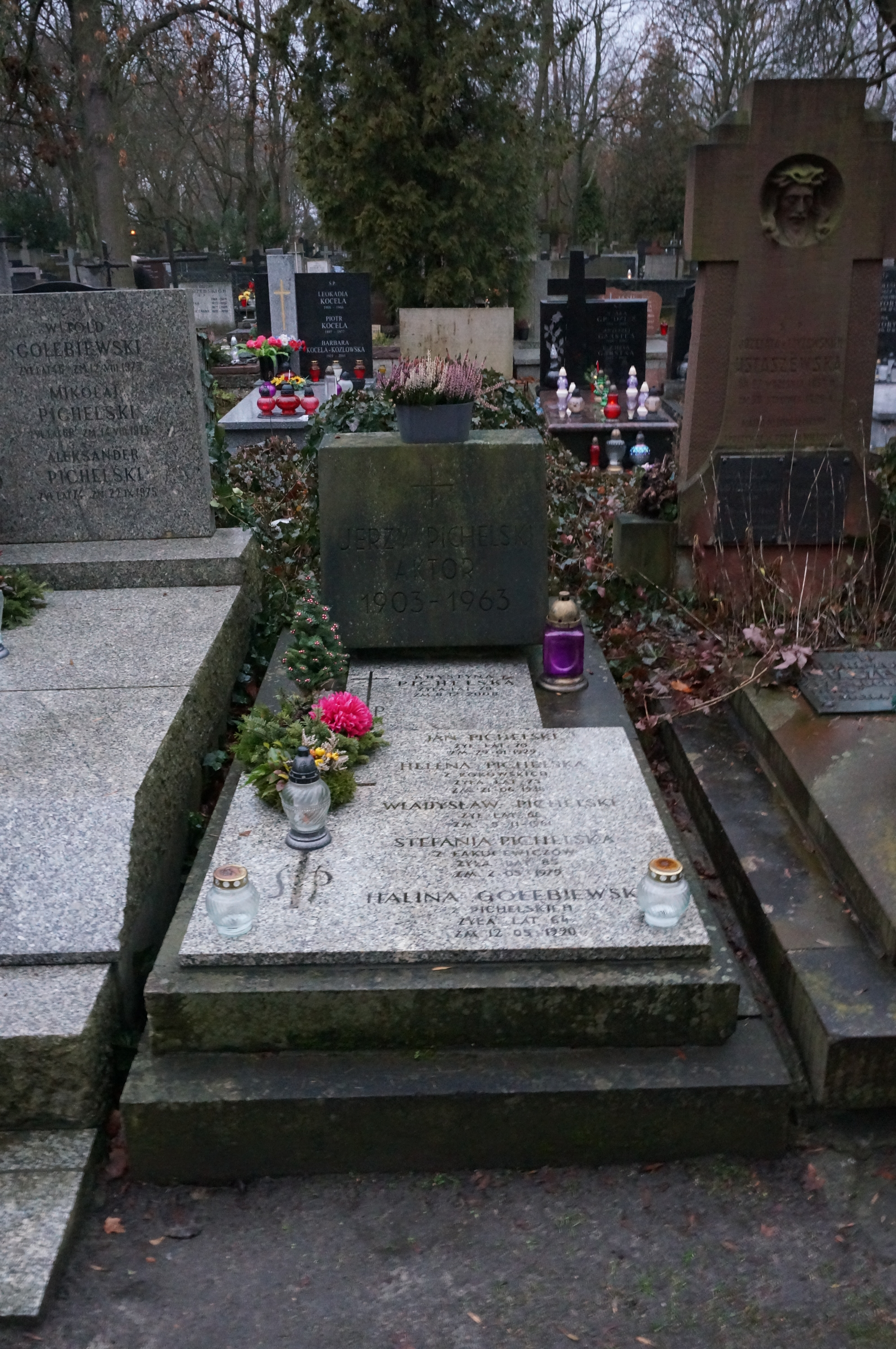
Grób Jerzego Pichelskiego na cmentarzu Powązkowskim

Jerzy Pichelski (ur. 27 listopada 1903 w Saratowie, zm. 5 września 1963 w Warszawie) – polski aktor teatralny i filmowy.

## Życiorys
Mąż aktorki Ireny Malkiewicz-Domańskiej. W 1929 roku ukończył studia. W tym samym roku zadebiutował w teatrze. Cztery lata później zagrał u boku Jerzego Leszczyńskiego i Hanki Ordonówny w filmie Szpieg w masce (1933).
W czasie okupacji występował w teatrzyku Na Antresoli w Warszawie. Grał w filmach do końca życia. Jerzy Pichelski zmarł podczas próby w warszawskim teatrze w 1963 roku. Został pochowany na cmentarzu Powązkowskim (kwatera 109-5-15).

## Filmografia
- 1933: Szpieg w masce jako inż. Jerzy Skalski
- 1938: Florian jako Alfred Rupejko
- 1938: Granica jako Zenon Ziembiewicz
- 1938: Ludzie Wisły jako Aleksy Rolat
- 1938: Kościuszko pod Racławicami jako rotmistrz Kazimierz Brochocki
- 1938: Ostatnia brygada jako Żegota
- 1938: Sygnały jako latarnik Piotr
- 1938: Za winy niepopełnione jako Jan Leszczyc
- 1939: Biały Murzyn jako Antoni Sikorski
- 1939: Trzy serca jako Maciek
- 1939: Nad Niemnem jako Jan Bohatyrowicz (film zaginiony)
- 1939/1941: Przez łzy do szczęścia
- 1949: Ulica Graniczna jako Kazimierz Wojtan
- 1955: Podhale w ogniu jako Łętowski
- 1958: Zamach jako „doktor Maks”
- 1958: Lotna jako rotmistrz Chodakiewicz
- 1958: Diabelski wynalazek jako Simon Hart (głos, polski dubbing)
- 1959: Tysiąc talarów jako dyrektor Słoma
- 1960: Krzyżacy jako Mikołaj Powała z Taczewa
- 1960: Zezowate szczęście jako major Wrona-Wroński
- 1961: Kwiecień jako lekarz
- 1962: Pistolet typu „Walter P-38” jako dowódca oddziału GL
- 1962: Między brzegami jako letnik Zygmunt
- 1963: Daleka jest droga jako oficer

## Pozostałe informacje
Podczas I wojny światowej, razem z ojcem, spędzał wiele czasu na przystani Warszawskiego Towarzystwa Żeglugi przy ulicy Bugaj. Historia przytoczona została w książce Witolda Rychtera Moje dwa i cztery kółka w rozdziale Pierwsza wojna światowa.